# タイムズカーレンタル
タイムズカーレンタルは、レンタカー運営会社（フランチャイザー）のタイムズモビリティ株式会社が展開するレンタカーチェーンのブランドである。

## 概要
かつての社名及びブランド名は「（株式会社）マツダレンタカー」。その名の通りマツダの子会社であったが、2004年にマツダが保有する株式をメインバンクの三井住友銀行・大和証券グループ系のエヌ・アイ・エフSMBCベンチャーズ（現・大和インベストメント・マネジメント及びSMBCベンチャーキャピタル）に67.7%、住商オートリース（現・住友三井オートサービス）に26%を譲渡して実質的に住友グループの企業となった。その後、2009年3月末にカーシェアリング事業参入を目的としてパーク24が株式を取得し、同社の子会社となった。
パーク24の持株会社化に伴い、2011年6月5日に社名を「タイムズモビリティネットワークス株式会社」に変更、「マツダレンタカー」のブランドは2013年4月1日に「タイムズカーレンタル」に変更され、名実ともにマツダの冠が外れた。
2019年以降、店舗の閉店・およびカーシェアリング拠点化が相次いでおり、2020年10月には滋賀県の全店舗が閉店し全都道府県をカバーできなくなった。その後も撤退が進み、2024年6月現在、同県以外にも北関東3県、岐阜県、静岡県、山梨県、富山県、和歌山県では店舗が消滅している。

## 特徴
- 基本的にマツダ（いすゞ、スズキからのOEM供給車種も含む）を中心とした車種の取扱であるが、2004年の株式譲渡以降は、マツダレンタカーのブランドであるにもかかわらず、日産、ダイハツ、スバル、三菱などの他メーカーの車種も数多く採用している。また、一部ではフォードやフォルクスワーゲンなどの輸入車や、レンタカー業界では珍しいスポーツタイプとしてマツダ・ロードスターを扱っている店舗も存在する。加えて、東京、神奈川エリア限定の「サービスX」[1] では、ロータス・エリーゼ、ポルシェ・911を始めとした高級スポーツカーをレンタルすることも可能である。ただし、免責補償コース、安心補償コースには加入不可、年齢が満25歳以上であることなどの制約がある。

- 2006年より、東京駅八重洲店で、ハーレーダビッドソン社製バイクをベースにしたトライクの取り扱いを、試験的に導入した。その後、同店では、ギア操作不要のスクータータイプのトライク（ヤマハ発動機社製バイクがベース）を導入した。千葉の蘇我駅前店と千葉中央店でも、トライクの取扱をしていたが、2009年3月31日をもってレンタルトライクの事業を終了している。[2]

- 2006年7月に、ヨーロッパの大手レンタカー会社であるヨーロッパカーと業務提携を開始した。これにより、ヨーロッパカーの日本語サイトのネット予約割引サービスも行われている。

- ワンウェイ（乗り捨て）料金について、北海道・広島・四国地区を除き店舗間の距離による計算を採用している[3]。このため、店舗間の距離が20km以下（2018年5月までは50km以下）であれば県をまたぐ店舗間でも無料で乗り捨てが出来る場合がある反面、他のレンタカー会社ではおおむね無料となる県庁所在地と直近の空港間でワンウェイ料金が発生するケースがある。

## カーシェアリング
2005年2月に、カーシェアリングサービスを、広島県広島市西区で「カーシェア24」のサービス名称で開始した。パーク24の持株会社化に伴い、2011年5月1日にカーシェアリング事業はパーク24の駐車場運営部門が分離して設立されたタイムズ24株式会社に移管されたが、2019年11月1日に同社より事業譲受された。

## 沿革
- 1965年11月 - 広島市（現在の中区）八丁堀にて、株式会社西日本マツダレンタカー設立
- 1967年7月 - マツダ株式会社の出資を受け、株式会社マツダレンタカー（初代）に商号変更
- 1976年12月 - カーリース事業を開始
- 1982年10月 - フランチャイズシステムを導入
- 1986年2月 - 株式会社マツダレンタリースに商号変更
- 2002年9月 - リース部門との分割を目的として、株式会社マツダレンタリースから独立し、「株式会社マツダレンタカー」（現法人）を設立。
- 2004年9月 - マツダ株式会社より、エヌ・アイ・エフSMBCベンチャーズ株式会社（現・大和キャピタル・ホールディングス及びSMBCベンチャーキャピタル）と住商オートリース株式会社（現・住友三井オートサービス）へ株式譲渡
- 2005年2月 - カーシェアリング事業の「カーシェア24」開始
- 2009年3月 - 大和SMBCキャピタル株式会社、住友三井オートサービス株式会社よりパーク二四株式会社へ、株式98.6%が20億7100万円で譲渡。マツダレンタカーのブランドは存続。
- 2009年9月 - 神奈川県の「EVシェアリング事業」に参画、電気自動車三菱・i MiEV取り扱い開始。
- 2010年6月 - カーシェアリング事業のブランド名を「タイムズプラス」に変更。
- 2010年7月 - 福岡市の「EVカーシェアリング事業」に参画。
- 2011年5月 - カーシェアリング事業をタイムズ24株式会社に移管。
- 2011年6月 - 社名をタイムズモビリティネットワークス株式会社に変更。
- 2013年4月 - サービス名をタイムズカーレンタルに変更[4]。
- 2019年5月 - 店舗名をタイムズカーへ変更、同時にロゴをリニューアル[5]
- 2019年11月 - 社名をタイムズモビリティ株式会社に変更。本社を広島県広島市中区から東京都品川区西五反田へ移転。カーシェアリング事業をタイムズ24から譲受。
- 2021年4月 - カーシェアリング事業名をタイムズカーへ変更。